# Hipônax
Hipônax (em grego, Ἱππῶναξ) de Éfeso foi um poeta lírico grego do século VI AEC. Escreveu iambos, de temas populares e realistas de humor ácido. Diz-nos Aristóteles que seu tema principal era o vitupério. Influenciou a comédia antiga e foi muito apreciado no período helenístico, tendo sido o precursor do mimo.

## Obras relacionadas
Daisi Malhadas e Maira Helena de Moura Neves traduziram um fragmento de Hipônax.
- MALHADAS, Daisi; MOURA NEVES, Maria H. de. Antologia de poetas gregos de Homero a Píndaro. Araraquara: FFCLAr-UNESP, 1976